# Asplenium trichomanes subsp. quadrivalens
Asplenium trichomanes subsp. quadrivalens is een rotsvaren uit de streepvarenfamilie (Aspleniaceae).
Het is een ondersoort van de steenbreekvaren (Asplenium trichomanes) die wereldwijd verspreid en zeer algemeen is, zowel op kalkrijke als op silicaatrijke gesteenten.

## Naamgeving enetymologie
- Engels: Limestone Maidenhair Spleenwort
- Frans: Fausse capillaire
- Duits: Gewöhnlicher Brauner Streifenfarn

De botanische naam Asplenium is afgeleid van Oudgrieks ἄσπληνον, asplēnon (miltkruid). De ondersoortaanduiding quadrivalens is afkomstig van het Latijnse quattuor (vier) en valens (waardig), naar de tetraploïde cellen.

## Kenmerken
A. trichomanes subsp. quadrivalens is een kleine, altijdgroene terrestrische varen (hemikryptofyt) met in bundels geplaatste bladstelen en rozetten van rechtopstaande tot liggende, tot 25 cm lange, eenmaal geveerde, lancetvormige bladen.
De bladslipjes zijn helder- tot donkergroen, tot 12 mm lang, afgerond langwerpig, meestal symmetrisch, meestal tegenoverstaand ingeplant met weinig tussenruimtes tussen twee blaadjes. De bladranden zijn gaaf of licht getand. De onderzijde van de blaadjes is onbehaard.
De sporenhoopjes zijn streepvormig, liggen langs de nerven aan de onderzijde van het blad en worden afgedekt door een smal, teer dekvliesje. De sporen zijn rijp van mei tot oktober.
A. trichomanes subsp. quadrivalens is een tetraploïde plant, 2n = 144.

## Habitat
A. trichomanes subsp. quadrivalens komt voor in montane gebieden, op kalkrijke gesteenten zoals kalksteen en dolomiet, maar ook op silicaatrijke gesteenten, op beschaduwde plaatsen, en ook in gecementeerde voegen van muren.
Hij is van alle ondersoorten het meest flexibel wat zijn biotoop betreft.

## Verspreiding en voorkomen
A. trichomanes subsp. quadrivalens is wereldwijd verspreid. Het is de meest algemene ondersoort van de steenbreekvaren, algemener dan de nominaat A. trichomanes subsp. trichomanes, die enkel op silicaatrijke gesteenten voorkomt.
In België en Nederland zijn er talrijke vindplaatsen op oude muren, tot in stadscentra. De ondersoort komt ook algemeen voor in de Maasvallei.

## Verwante en gelijkende soorten
Verwarring is mogelijk met andere ondersoorten van deze varen, zoals A. t. subsp. trichomanes en A. t. subsp. pachyrachis. A. t. subsp. quadrivalens is echter meestal groter en dichter bebladerd, met rechtopstaande tot liggende bladstelen en licht- tot donkergroene blaadjes die tegenoverstaand geplaatst zijn, met een bijna gave bladrand.
... · 
A. adiantum-nigrum (Zwartsteel) · 
A. adulterinum · 
A. aethiopicum · 
A. ×alternifolium · 
A. anceps · 
A. aureum · 
A. azoricum · 
A. billotii (Lancetvormige streepvaren) · 
A. bulbiferum · 
A. ceterach (Schubvaren) · 
A. cuneifolium · 
A. filare · 
A. fissum · 
A. fontanum (Genaalde streepvaren) · 
A. foreziense (Forez-streepvaren) · 
A. hemionitis · 
A. jahandiezii · 
A. lepidum · 
A. lolegnamense · 
A. majoricum · 
A. marinum (Zeestreepvaren) · 
A. nidus (Nestvaren) · 
A. obovatum · 
A. octoploideum · 
A. onopteris · 
A. petrarchae · 
A. ruta-muraria (Muurvaren) · 
A. scolopendrium (Tongvaren) · 
A. seelosii · 
A. septentrionale (Noordse streepvaren) · 
A. trichomanes (Steenbreekvaren) · 
A. trichomanes subsp. coriaceifolium · 
A. trichomanes subsp. pachyrachis · 
A. trichomanes subsp. quadrivalens · 
A. trichomanes subsp. trichomanes · 
A. viride (Groensteel) · 
A. viviparum · 
...